# John Bosman
Johannes Jacobus "John" Bosman (ur. 1 lutego 1965 w Bovenkerk) – holenderski piłkarz, grający na pozycji środkowego pomocnika lub napastnika. Z reprezentacją Holandii, w której barwach rozegrał 30 meczów, zdobył w 1988 roku mistrzostwo Europy. Był zawodnikiem m.in. Ajaksu Amsterdam, KV Mechelen, PSV Eindhoven i RSC Anderlecht, z którymi łącznie wygrał sześć tytułów mistrza kraju (dwa Holandii i cztery Belgii).

## Sukcesy piłkarskie
- mistrzostwo Holandii 1985, Puchar Holandii 1986 i 1987, Puchar Zdobywców Pucharów 1987 oraz finał Pucharu Zdobywców Pucharów 1988 z Ajaksem Amsterdam
- mistrzostwo Belgii 1989, Puchar Zdobywców Pucharów 1988 oraz Superpuchar Europy 1988 z KV Mechelen
- mistrzostwo Holandii 1991 z PSV Eindhoven
- mistrzostwo Belgii 1993, 1994 i 1995 oraz Puchar Belgii 1994 z Anderlechtem

W reprezentacji Holandii od 1986 do 1997 roku rozegrał 30 meczów i strzelił 17 goli – mistrzostwo Europy w 1988 roku oraz ćwierćfinał Mistrzostw Świata 1994 (jako rezerwowy).